# مدرسة نورثيكوت
مدرسة نورثيكوت كانت سابقا مدرسة ثانوية مختلطة، تقع بمدينة ولفرهامبتون، في تجمع ويست ميدلاندز، إنجلترا. كانت مخصصة للفئة العمرية من عمر 11 إلى 18 سنة. وكان لها مكانة متخصصة في الرياضيات والحوسبة.
كانت أول مدرسة في بريطانيا يتم تصنيفها على أنها «فاشلة» من قبل مكتب معايير التعليم وخدمات الأطفال ومهاراتهم (أوفستيد) بعد وقت قصير من إنشاء المكتب في عام 1992، ولكن في غضون خمس سنوات تحولت إلى «مدرسة ناجحة» وهو تحول ملحوظ يحتسب لمدير المدرسة جيف هامبتون الذي حصل على لقب فارس لخدماته في التعليم. غادر جيف في ذلك الوقت إلى منصب أستاذ في جامعة ولفرهامبتون. وكان آخر مدير للمدرسة هو ر. ديفيس.
تم بناء المدرسة كمدرسة ثنائية، بها أساليب حديثة وفي القواعد النحوية خلال الخمسينيات من القرن الماضي لخدمة منطقة بوشبيري المتوسعة في مدينة ولفرهامبتون، على الرغم من أنها تحولت خلال السبعينيات إلى مدرسة شاملة.
تم إبلاغ المدرسة في عام 2007 أنه تم دمجها مع كلية بندفورد للأعمال والمشاريع لتشكيل أكاديمية بموجب خطط مثيرة للجدل. في العام الدراسي 2010- 2011، اندمجت المدرسة مع كلية بندفورد للأعمال والمشاريع لتصبح أكاديمية أورميستون الجديدة. كانت المدرسة المدمجة موجودة في الأصل فوق مواقع المدرسة السابقة قبل الانتقال إلى حرم جامعي تم تشييده وتجديده في سبتمبر 2014.

## روابط خارجية
- موقع أكاديمية شمال شرق ولفرهامبتون